# هاتن (میشیگان)
هاتن، میشیگان (به انگلیسی: Houghton, Michigan) یک شهر در ایالات متحده آمریکا با جمعیت ۷٬۷۰۸ نفر است که در میشیگان واقع شده‌است.
دانشگاه صنعتی میشیگان در این شهر قرار دارد.

## موقعیت جغرافیایی
موقعیت جغرافیایی شهرها و مناطق اطراف به شرح زیر است: